# بونکاربو (کلرادو)
بونکاربو (به انگلیسی: Boncarbo) یک منطقهٔ مسکونی در ایالات متحده آمریکا است که در شهرستان لاس انیماس، کلرادو واقع شده‌است. بونکاربو ۲٬۰۹۸ متر بالاتر از سطح دریا واقع شده‌است.